# 駒居鉄平
駒居 鉄平（こまい てっぺい、1982年5月22日 - ）は、京都府城陽市出身の元プロ野球選手（捕手）。右投右打。2021年からは四国アイランドリーグplusの徳島インディゴソックスでフロント業務を担当。

## 来歴・人物
小学3年の時に野球を始め、中学3年の時にボーイズリーグの世界大会に出場した。関西創価高では、通算打率.418、20本塁打の成績を残した。2000年のドラフト会議にて6位指名を受け、日本ハムファイターズに入団。同校出身で初のプロ野球選手となった。
将来性が期待されていたものの、プロ入り後は、ディフェンス面での評価は高かったものの、売りであった打撃力に関してはプロの壁が高く、二軍でも二割前後の低打率の状態が続いていた。3年目の2003年8月27日に自身初の一軍昇格を果たし、同年8月29日の大阪近鉄バファローズ戦に途中出場を果たすも、その後は出場機会が無いまま同年9月5日に登録抹消となった。その後は、当時正捕手であった髙橋信二、2003年入団の鶴岡慎也の台頭、トレードで移籍してきた中嶋聡の前に一軍に上がることすら出来ず、二軍でも小山桂司、今成亮太の入団により、徐々に出番が減っていった。そして、2008年10月2日に北海道日本ハムファイターズから戦力外通告を受け現役を引退。10月23日付けでブルペン捕手に就任した。2011年をもって、退団した。
2016年2月16日、徳島インディゴソックスの守備走塁コーチに就任。2018年1月30日、ヘッドコーチへの就任が発表された。2020年シーズン終了後の12月28日、ヘッドコーチの退任とフロントへの転属が発表された。

## 詳細情報

### 年度別打撃成績
| 年 度     | 球 団     | 試 合 | 打 席 | 打 数 | 得 点 | 安 打 | 二 塁 打 | 三 塁 打 | 本 塁 打 | 塁 打 | 打 点 | 盗 塁 | 盗 塁 死 | 犠 打 | 犠 飛 | 四 球 | 敬 遠 | 死 球 | 三 振 | 併 殺 打 | 打 率 | 出 塁 率 | 長 打 率 | O P S |
| --------- | --------- | ----- | ----- | ----- | ----- | ----- | -------- | -------- | -------- | ----- | ----- | ----- | -------- | ----- | ----- | ----- | ----- | ----- | ----- | -------- | ----- | -------- | -------- | ----- |
| 2003      | 日本ハム  | 1     | 1     | 1     | 0     | 0     | 0        | 0        | 0        | 0     | 0     | 0     | 0        | 0     | 0     | 0     | 0     | 0     | 1     | 0        | .000  | .000     | .000     | .000  |
| 通算：1年 | 通算：1年 | 1     | 1     | 1     | 0     | 0     | 0        | 0        | 0        | 0     | 0     | 0     | 0        | 0     | 0     | 0     | 0     | 0     | 1     | 0        | .000  | .000     | .000     | .000  |

### 記録
- 初出場：2003年8月29日、対大阪近鉄バファローズ25回戦（大阪ドーム）、7回裏に實松一成に代わり捕手として出場

### 背番号
- 56 （2001年 - 2008年）
- 96 （2009年 - 2011年）
- 71 （2016年 - 2020年）